# Nathan Owens
 (novembre 2015).
Si vous disposez d'ouvrages ou d'articles de référence ou si vous connaissez des sites web de qualité traitant du thème abordé ici, merci de compléter l'article en donnant les références utiles à sa vérifiabilité et en les liant à la section « Notes et références ».
Nathan John Owens, est un acteur et mannequin américain, né le 9 mars 1984 dans la région de la baie de San Francisco, en Californie aux États-Unis.
Il est connu notamment pour son rôle de Jesse Morgan dans Devious Maids, ainsi que pour son interprétation du rôle de Cameron Davis dans Des jours et des vies.

## Biographie
Nathan John Owens est né dans une famille afro-américaine à Daly City dans la région de la baie de San Francisco en Californie aux États-Unis. Plus tard sa famille déménage à Sacramento où il finit ses études. Il vit actuellement à Santa Monica mais passe beaucoup de temps à San Francisco et à Sacramento avec sa famille et ses amis.
Une fois qu'il commence le mannequinat en 2007, il tourne une campagne avec le photographe Bruce Weber à New York, cette campagne l'amène à déménager à New York. Après y avoir vécu pendant 6 mois, il déménage de nouveau. Nathan Owens a apparu dans le magazine GQ ainsi que dans des publicités pour Gap.  
En 2011 il apparaît dans le clip California King Bed de Rihanna, puis un an après dans Va Va Voom celui de Nicki Minaj. 
Il rejoint le casting de la Saison 3 de la série américaine Devious Maids dans laquelle il tient le rôle de Jesse Morgan.

## Filmographie

### Télévision
- 2022 : 911 Lone Star : Julius Vega (saison 3 épisodes 14 et 17)
- 2020 : La nounou de Noel : Max
- 2021 :  Batwoman : Ocean
- 2015 - 2016 : Devious Maids : Jesse Morgan
- 2012-2013 :  Des jours et des vies : Cameron Davis

### Clips
- 2012 : Va Va Voom de Nicki Minaj
- 2011 : California King Bed de Rihanna